# Xenotransplante
Xenotransplante (origem grega transl.: xenos significa estranho, convidado, hóspede) é o processo de transferir cirurgicamente um tecido de uma espécie para outra distinta. Este tipo de tecido  também pode ser denominado xenoenxerto.

## História
Em janeiro de 1997, foi anunciado da Índia o transplante do coração, pulmões e rins de um porco em um paciente terminal. O transplante foi realizado pelo cirurgião cardiotorácico Dhani Ram Baruah em seu instituto de pesquisa epônimo em Sonapur, perto de Guwahati, no estado de Assão, Índia. O destinatário foi Purno Saikia, um homem de 32 anos; Baruah alegou que não respondeu à cirurgia convencional e que o consentimento para o procedimento foi retirado do paciente e de sua família. Os suínos usados na operação foram relatados como "porcos comuns". Baruah foi excluído nos círculos médicos e o procedimento foi apelidado de "farsante". O próprio Baruah assinou uma declaração dizendo que não havia feito nenhum transplante, mas depois alegou que sua confissão foi forçada. Saikia sobreviveu por 7 dias, depois morreu de múltiplas infecções, provocando um alvoroço e levando à prisão de Baruah e do cirurgião chinês Jonathan Ho Kei-Shing, que o havia ajudado na cirurgia. Foram considerados culpada de procedimento antiético e homicídio culposo sob a Lei de Transplante de Órgãos Humanos de 1994, permanecendo presos por 40 dias. Seu instituto também foi encontrado sem registro necessário. Os críticos disseram que as alegações e procedimentos médicos de Baruah não foram levados a sério, nem aceitos pela comunidade científica, porque ele nunca teve suas descobertas revisadas cientificamente por pares. Reclamações anteriores de violações de ética durante cirurgias em Hong Kong em 1992 também foram levantadas contra ele.
Em setembro de 2021, o primeiro transplante renal de porco geneticamente modificado de um porco para um humano com morte cerebral foi realizada, sem nenhum sinal de rejeição imediata — em parte porque a glândula timo de porco também foi transplantada. Em 2022, médicos liderados pelo cirurgião cardiotorácico Bartley Griffith, no Centro Médico da Universidade de Maryland, realizaram um transplante de coração de um porco geneticamente modificado em David Bennett — paciente terminal que não era elegível para um transplante de coração humano padrão. O porco passou por mudança genética específica a fim de remover enzimas responsáveis pela produção de antígenos de açúcar que levam à rejeição hiperaguda de órgãos em humanos. O regulador médico americano deu uma dispensa especial para realizar o procedimento sob critérios de uso compassivo.

## Barreiras imunes
Um limitante do uso de xenotransplantes são as barreiras imunológicas.No intervalo de minutos ou horas após o xenotransplante pode ocorrer uma rejeição hiperaguda. Essa reação se dá pela ação de anticorpos, células NK (natural killer), monócitos e macrófagos, por disfunções na coagulação e pela ativação do sistema complemento. Tais processos podem acarretar na formação de trombos e, eventualmente, levar ao declínio da funcionalidade ou até a necrose do órgão. 